# Вила Сант'Антонио
Вѝла Сант'Анто̀нио (на италиански: Villa Sant'Antonio; на сардински: Sant'Antoni, Сант'Антони) е село и община в Южна Италия, провинция Ористано, автономен регион и остров Сардиния. Разположено е на 249 m надморска височина. Населението на общината е 394 души (към 2010 г.).